# Tommaso Ronna
Tommaso Ronna (Milano, 2 marzo 1767 – Crema, 23 aprile 1828) è stato un vescovo cattolico italiano.

## Biografia
Parroco alla Basilica di San Babila di Milano, il 18 settembre 1807 venne nominato vescovo di Crema, ottenendo il titolo baronale da Napoleone Bonaparte con LL.PP. del 28 marzo 1812.
Fu autore di opere di morale dirette alle ragazze nubili: Avvisi alle giovani intorno al regolamento delle passioni, Avvisi alle giovani sopra la modestia ed il collocamento e Avvisi alle giovani sopra le occupazioni e la cura della sanità. Scrisse anche un'opera storica su una chiesa di Crema: Storia della chiesa di santa Maria della Croce, stampata a Milano nel 1824.
Alla sua morte, la città di Crema gli ha dedicato una via dell'abitato.

## Genealogia episcopale
La genealogia episcopale è:
- Cardinale Scipione Rebiba
- Cardinale Giulio Antonio Santori
- Cardinale Girolamo Bernerio, O.P.
- Arcivescovo Galeazzo Sanvitale
- Cardinale Ludovico Ludovisi
- Cardinale Luigi Caetani
- Cardinale Ulderico Carpegna
- Cardinale Paluzzo Paluzzi Altieri degli Albertoni
- Papa Benedetto XIII
- Papa Benedetto XIV
- Papa Clemente XIII
- Cardinale Francesco Saverio de Zelada
- Papa Pio VII
- Arcivescovo Antonio Codronchi
- Vescovo Tommaso Ronna